# Einsatzorganisation
Als Einsatzorganisation bezeichnet man die Organisationen im Sicherheitswesen.
Einsatzorganisation, englisch emergency services, emergency response organization, definiert sich etwa als „nach öffentlichem oder Privatrecht verfasste Organisation, die mit den von ihr vorgehaltenen Kräften und Mittel die Vollziehung öffentlicher Aufgaben der Gefahrenabwehr und Schadensbekämpfung wahrzunehmen hat.“
Zu den Einsatzorganisationen gehören:
- Behörden und Organisationen mit Sicherheitsaufgaben (BOS) – speziell zu diesem Auftrag berufen[2]
- sonstige Hilfsorganisationen

Nach Daynes (1970) kann man – hinsichtlich des Verhaltens im Einsatzfall – vier Arten von Einsatzorganisationen unterscheiden:
1. Established Organisations, die als First responder (‚erster Ansprechpartner‘) dienen – sie stehen permanent für spezielle Aufgabenbereiche bereit und sind im Voraus auf diese zugeschnitten (bspw. Polizei, Rettungsdienst, Feuerwehr, stehende Einheiten des Katastrophen- und Zivilschutzes, Militär, Einsatz- und Warnzentralen sowie ministerielle Abteilungen)
2. Expanding Organisations – sie sind prinzipiell im Bereich tätig, organisieren sich aber im Anlassfall spezifisch um; dazu gehören beispielsweise viele Nichtregierungsorganisation (NGOs,  Non-Governmental Organisations), karitative und soziale Einrichtungen, die ihren vertrauten Aufgabenbereich in den Einsatzfall ausdehnen
3. Extending Organisations – Organisationen, die nur im Notfall miteinbezogen werden; sie vollziehen keine Änderung der internen Struktur, sondern müssen sich der Situation anpassen; dazu gehören etwa Infrastrukturbetreiber, deren Wartungsteams normalerweise nicht unter Gefahr im Verzug arbeiten, deren Fachkenntnis vor Ort aber unverzichtbar ist; hierbei werden dann etwa Teams aus anderen Zuständigkeitsgebieten vor Ort zusammengezogen, oder externe Fachkräfte mobilisiert
4. Emergant Groups – Organisationen und Netzwerke, die speziell im Anlassfall erst gegründet werden, prototypisch etwa Arbeitsgemeinschaften freiwilliger Nachbarschaftshilfe

Eine umfassende Koordination all dieser Kräfte ist das zentrale Anliegen im Zivil- und Katastrophenschutz. Je umfangreicher der Einsatzfall, desto mehr müssen Organisationen der Typen 2, 3 und 4 mit einbezogen werden.